# Vlatko Drobarov
Vlatko Drobarov (in macedone Влатко Дробаров?; Skopje, 2 novembre 1992) è un calciatore macedone, difensore del Černo More Varna.

## Carriera

### Club
Il 3 luglio 2015 viene acquistato a titolo definitivo dalla squadra armena del Banants.